# Cisticole brune
Cisticola brunnescens
Espèce
Statut de conservation UICN

 LC  : Préoccupation mineure
La Cisticole brune (Cisticola brunnescens) ou cisticole à tête pâle, est une espèce de passereaux de la famille des Cisticolidae, endémique de l'afromontane.

## Répartition et sous-espèces
Selon la classification de référence du Congrès ornithologique international (15.1, 2025) elle se répartit en six sous-espèces (ordre phylogénique) :
- C. b. mbangensis Chappuis & Érard, 1973 — massif de l'Adamaoua ;
- C. b. lynesi Bates, 1926 — ouest du Cameroun ;
- C. b. wambera Lynes, 1930 — nord-ouest de l'Éthiopie ;
- C. b. brunnescens Heuglin, 1862 — hauts plateaux abyssins ;
- C. b. nakuruensis van Someren, 1922 — Kenya et Tanzanie (à l'ouest de la vallée du Grand Rift) ;
- C. b. hindii Sharpe, 1896 — Kenya et Tanzanie (à l'est de la vallée du Grand Rift) .